# Liste der Einträge im National Register of Historic Places im Wallowa County
Diese Liste der Einträge im National Register of Historic Places im Wallowa County enthält alle im Wallowa County, Oregon in das National Register of Historic Places eingetragenen Gebäude, Bauwerke, Objekte, Stätten oder historischen Distrikte.
Diese Liste entspricht dem Bearbeitungsstand des National Park Service/National Register of Historic Places vom 11. Oktober 2024.

## Legende
| NRHP | Historic Place             |
| NHL  | National Historic Landmark |
| HD   | National Historic District |

## Aktuelle Einträge
| [ 2 ] | Name                                                         | Bild                                               | Eintragsdatum                  | Lage | Ort            | Beschreibung |
| ----- | ------------------------------------------------------------ | -------------------------------------------------- | ------------------------------ | --- | -------------- | ------------ |
| 1     | Dr. J. W. Barnard Building and First National Bank of Joseph | weitere Bilder                                     | 19. Juni 1991 ID-Nr. 91000810  | 012–014 Main Street 45° 21′ 7″ N, 117° 13′ 41″ W                                                               | Joseph         |              |
| 2     | Billy Meadows Guard Station                                  | weitere Bilder                                     | 6. März 1991 ID-Nr. 91000161   | nordöstlich vom Gipfelbereich des Red Hill im Wallowa–Whitman National Forest 45° 49′ 46,2″ N, 117° 2′ 36,1″ W | Joseph, Vorort |              |
| 3     | Burnaugh Building                                            | Burnaugh Building                                  | 27. Mai 1993 ID-Nr. 93000434   | 107 N. River Street 45° 25′ 33,3″ N, 117° 16′ 39″ W                                                            | Enterprise     |              |
| 4     | College Creek Ranger Station                                 | weitere Bilder                                     | 6. März 1991 ID-Nr. 91000171   | entlang am Imnaha River im Wallowa–Whitman National Forest 45° 26′ 1,9″ N, 116° 47′ 7,9″ W                     | Imnaha         |              |
| 5     | Enterprise IOOF Hall                                         | weitere Bilder                                     | 7. März 2012 ID-Nr. 12000083   | 105 NE 1st Street 45° 25′ 34,2″ N, 117° 16′ 33,4″ W                                                            | Enterprise     |              |
| 6     | Enterprise Mercantile and Milling Company Building           | Enterprise Mercantile and Milling Company Building | 7. März 2012 ID-Nr. 12000084   | 115 E Main Street 45° 25′ 33″ N, 117° 16′ 42″ W                                                                | Enterprise     |              |
| 7     | Enterprise Public Library                                    | Enterprise Public Library                          | 30. Sep. 2013 ID-Nr. 13000806  | 101 NE 1st Street 45° 25′ 32,7″ N, 117° 16′ 33,7″ W                                                            | Enterprise     |              |
| 8     | First Bank of Joseph                                         | weitere Bilder                                     | 23. Feb. 1978 ID-Nr. 78002324  | 2nd und Main Street 45° 21′ 3″ N, 117° 13′ 43″ W                                                               | Joseph         |              |
| 9     | Flora School                                                 | Flora School                                       | 13. Juni 1997 ID-Nr. 97000579  | 82744 Church Street 45° 24′ 52″ N, 117° 18′ 25″ W                                                              | Flora          |              |
| 10    | Gotter Hotel                                                 | weitere Bilder                                     | 21. Jan. 1994 ID-Nr. 93001499  | 301 W. Main Street 45° 25′ 33″ N, 117° 16′ 46″ W                                                               | Enterprise     |              |
| 11    | Hells Canyon Archeological District                          | Hells Canyon Archeological District                | 10. Aug. 1984 ID-Nr. 84000984  | Adresse nicht veröffentlicht                                                                                   | Imnaha         |              |
| 12    | Hoodoo Ridge Lookout                                         | weitere Bilder                                     | 26. Mai 2015 ID-Nr. 15000273   | Umatilla National Forest, im Walla Walla Ranger District 45° 56′ 51,5″ N, 117° 36′ 39,7″ W                     | Troy, Vorort   |              |
| 13    | Hunter–Morelock House                                        | Hunter–Morelock House                              | 28. Feb. 1985 ID-Nr. 85000373  | 104 Holmes Street 45° 34′ 10,3″ N, 117° 31′ 32,8″ W                                                            | Wallowa        |              |
| 14    | Kirkland Lookout Ground House (Guard Station)                | Kirkland Lookout Ground House (Guard Station)      | 6. März 1991 ID-Nr. 91000165   | östlich vom Joseph Creek im Wallowa–Whitman National Forest 45° 50′ 15,3″ N, 117° 7′ 58,9″ W                   | Joseph         |              |
| 15    | Lick Creek Guard Station                                     | weitere Bilder                                     | 8. Apr. 1986 ID-Nr. 86000844   | im Wallowa–Whitman National Forest 45° 9′ 48,1″ N, 117° 1′ 55,8″ W                                             | Enterprise     |              |
| 16    | Lostine Pharmacy                                             | Lostine Pharmacy                                   | 24. Nov. 2014 ID-Nr. 14000961  | 125 Oregon Route 82 45° 29′ 17,6″ N, 117° 25′ 56,7″ W                                                          | Lostine        |              |
| 17    | Maxville                                                     |                                                    | 29. Feb. 2024 ID-Nr. 100009999 | Adresse nicht veröffentlicht                                                                                   | Wallowa        |              |
| 18    | Nez Perce Traditional Site, Wallowa Lake                     | weitere Bilder                                     | 15. Okt. 1966 ID-Nr. 89001082  | Oregon Route 82, südlich von Joseph 45° 20′ 10,9″ N, 117° 13′ 19,9″ W                                          | Joseph         |              |
| 19    | O.K. Theatre                                                 | weitere Bilder                                     | 7. März 2012 ID-Nr. 12000085   | 208 W Main Street 45° 25′ 31″ N, 117° 16′ 45,6″ W                                                              | Enterprise     |              |
| 20    | Wallowa County Chieftain Building                            | Wallowa County Chieftain Building                  | 21. Nov. 2012 ID-Nr. 12000964  | 106 NW 1st Street 45° 25′ 34,1″ N, 117° 16′ 44,9″ W                                                            | Enterprise     |              |
| 21    | Wallowa County Courthouse                                    | weitere Bilder                                     | 14. Juli 2000 ID-Nr. 00000805  | 101 S. River St. 45° 25′ 31″ N, 117° 16′ 33″ W                                                                 | Enterprise     |              |
| 22    | Wallowa Ranger Station                                       | Wallowa Ranger Station                             | 28. Okt. 2009 ID-Nr. 09000865  | 602 W. 1st St. 45° 34′ 13″ N, 117° 32′ 9″ W                                                                    | Wallowa        |              |
| 23    | William P. Warnock House                                     | William P. Warnock House                           | 15. Nov. 1984 ID-Nr. 84000486  | 501 S. 5th Street 45° 25′ 16″ N, 117° 16′ 8″ W                                                                 | Enterprise     |              |